# 亚斯考劳耶内
亚斯考劳耶内，是匈牙利佩斯州所辖的一个村。总面积65.15平方公里，总人口2743，人口密度42.1人/平方公里（2011年1月1日）。